# Dahlgrenius beatulus
Dahlgrenius beatulus är en skalbaggsart som först beskrevs av Lewis 1898.  Dahlgrenius beatulus ingår i släktet Dahlgrenius och familjen stumpbaggar. Inga underarter finns listade i Catalogue of Life.